# Portland Vintage Trolley
A Portland Vintage Trolley egy 1991 és 2014 között az Oregon állambeli Portlandben működő nosztalgia-villamosjárat volt. Az üzem a Metropolitan Area Express vonalán, egy ideig pedig a Portland Streetcar pályáján zajlott. A belvárosban és környékén futó kocsik a J. G. Brill Company által 1901-ben gyártott, és 1950-ig üzemben lévő Council Crest járművek 1991-ben épült másolatai voltak. A járatot a Vintage Trolley Inc. nonprofit szervezet üzemeltette, míg a kocsik tulajdonosa a TriMet volt. A 23 éves működés 18 éve alatt a MAX mai kék vonalának 3,7 kilométeres szakaszán közlekedett a Lloyd Center és a belváros nyugati határa között, majd 2009 szeptemberében egy másik, 2,4 kilométeres, a Union Station és a Portlandi Állami Egyetem között húzódó szegmensre terelték át.
A járatok 2010-ig majdnem minden hétvégén, de legalább vasárnapokon, március és december között közlekedtek, valamint 1994 és 1999 között mindennap jártak. A 2011-es járatritkítás után már csak az év hét napján gördültek ki a villamosok; ez a csökkentett üzemmód egészen a 2014-es bezárásig megmaradt. A megállók neveit a jegyvizsgálók mondták be, akik kiemelték a vonal mentén található látványosságokat is. 1994 májusa után a járaton becsületkasszát vezettek be.
A 2013. december 11-i tervek szerint december 22. lett volna az utolsó üzemnap, mivel a TriMet az 511-es és 512-es pályaszámú kocsikat egy St. Louis-i szervezetnek adta el. Ugyanebben az évben a két másik járművet a Willamette Shore Trolley vonalára csoportosítottak át, viszont forgalomba állításukat 2014-re halasztották, így addig eredeti helyükön maradtak. Mivel a St. Louis-i áthelyezés időpontját szeptemberre módosították, így a nosztalgiajáratok még kétszer kigördültek: május 25-én és július 6-án.

## Történet

### Kezdetek
A Portland Vintage Trolley első üzemnapja 1991. november 29-én volt, útvonala pedig a Lloyd Center–Willamette River–Galleria/SW 10th Ave szakaszon, a Metropolitan Area Express mai kék vonalának pályáján vezetett.
A nosztalgiajárat tervei az 1970-es évekig nyúlnak vissza; ezzel szerették volna újra a belvárosba csábítani a külvárosi plázákba átszokott vásárlókat. A projekt főtámogatója Bill Naito, az üzemeltető társaság első elnöke volt.
A projekt szélesebb körű támogatást 1978-ban kapott, amikor elkezdődött az akkor még Banfield Light Rail néven ismert MAX első szegmensének kiépítése, továbbá a történelmi városképért felelős bizottság véleménye szerint modern kocsik közlekedtetése nagyban rontaná a belváros, pontosabban az Old Town Chinatown és Yamhill történelmi negyedek látképét; a nosztalgiakocsikkal fenntartott üzem ezeket a problémákat elhárítaná.
A TriMet 1987-ben járult hozzá, hogy ezek a járművek a MAX pályáján közlekedhessenek. A költségeket a TriMet, a szövetségi kormány és a Portland Vintage Trolley, Inc. megosztja egymás között. Ekkor három (később négy) kocsit rendeltek az akkori Coliseum (ma Rose Quarter) városrészben épült remíztől. Később a 11. sugárúton, a Lloyd Center bevásárlóközpontnál egy rövid szakaszon a pályát és a felsővezetéket is kiépítették. Az első két járművet 1991 augusztusában és novemberében szállították le, a járat pedig november 29-én indult; az első hónapban mindennap közlekedett.
A villamosok 1992-től 1994 májusáig csak vasár- és ünnepnapokon jártak, januárban és februárban pedig egyáltalán nem indultak el. A vásárlókedv erősítése érdekében decemberben hétköznapokon is jártak a kocsik 10 és 15 óra között. 1994 közepétől 1999-ig a márciustól decemberig tartó időszakban az üzemidőt a teljes hétre kiterjesztették: hétköznapokon 10 és délután 3, hétvégéken pedig 10 és délután 6 óra között közlekedtek a villamosok. 2000-től visszatért a csak vasárnapi üzem, valamint az üzemkezdést délre tolták; ennek oka egyrészt a MAX második vonalának 1998 szeptemberi megnyitása, mivel a két járat zavarná egymást, másrészt pedig a finanszírozásra létrehozott alap kimerülése. A források elapadása miatt 2000-ben a finanszírozást nagyobb részben a TriMet vállalta.
1994 májusáig a vonaljegy egy dollárba került, majd júniustól a megszűnésig becsületkasszás üzemben működött a járat.

### Üzem a Portland Streetcar pályáján

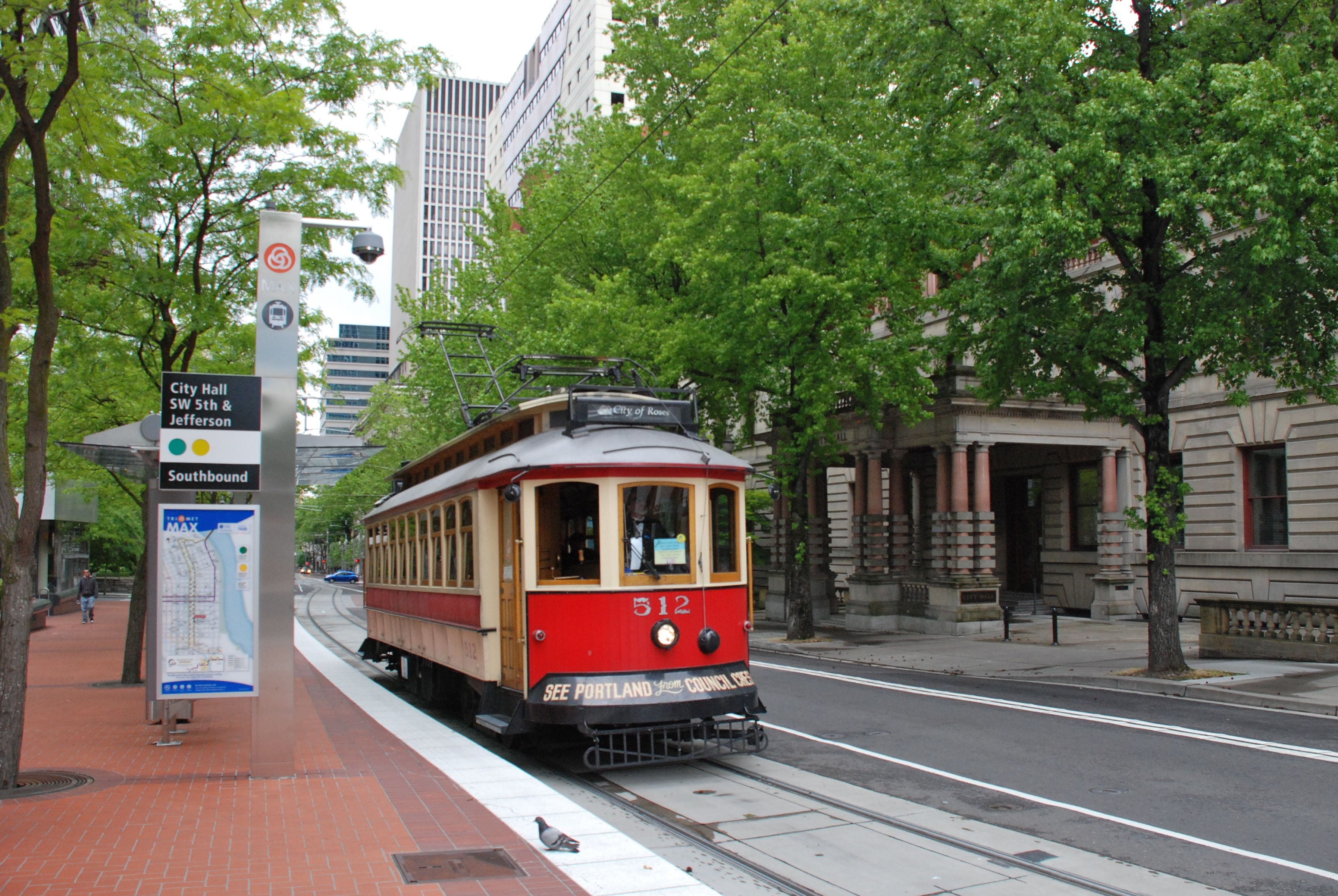
Villamos a városháza előtti megállónál

2001 közepétől 2005-ig további két járművet (513-as és 514-es pályaszámúak) is a nosztalgiajáratokra irányítottak; ez a második vonal Északnyugat-Portland és a Portlandi Állami Egyetem között húzódott; a járat szombaton és vasárnap üzemelt. A Portland Streetcar 2001. július 20-án, a nosztalgia-szolgáltatás pedig 28-án indult. Eredetileg a két villamost tartaléknak szánták, de a Škoda 10 T kocsik elég megbízhatóak voltak ahhoz, hogy ne kelljen őket helyettesíteni. A nosztalgiaüzemet ideiglenesen 2005 novemberének végén függesztették fel, mivel márciusban a Portland Streetcart az egyetemtől a RiverPlace-ig hosszabbították, és a régebbi kocsik motorjai túl gyengének bizonyultak az emelkedő leküzdéséhez. Mivel a két, különböző járat üzemeltetési zavarokat okozott, a második nosztalgiavonalat véglegesen leállították.

### Útvonal-módosítás
A járat az eredeti, Lloyd District–Galleria/SW 10th Ave útvonalán 2009. augusztus 23-án közlekedett utoljára; szeptember 13-tól már a Union Station–Portland Transit Mall–Portland State University közötti pályát használta. Innentől már csak egy kocsit használtak, amely bizonyos március és december közötti vasárnapokon, 10:30 és 17:30 között közlekedett. A 30–45 perces követési idővel közlekedő járat minden megállóban megállt; az utazási idő fél óra volt.

### Járatritkítás
A világválság miatt 2011-től a villamosok csak évi hét napon gördültek ki. Habár az eredeti tervek szerint többnyire a karácsonyi időszakban járt volna, három előre meghatározott időpontot más ünnepekhez (emlékezet napja, május 29.; függetlenség napja, július 3.; és munka ünnepe, szeptember 4.) igazítottak. Az üzemidő és a gyakoriság változatlan maradt, a dátumok pedig hasonlóan alakultak a következő években (például 2013-ban május 26-án, július 7-én, szeptember 1-jén, valamint a december 1. és december 22. közötti vasárnapokon lehetett a kocsikkal utazni). Miután a TriMet megszüntette ingyenes zónáját, a nosztalgiavillamos becsületkasszás rendszerben működött tovább.

### Megszűnés
2013 elején bejelentették, hogy az 513-as és 514-es pályaszámú jármű a továbbiakban a Willamette Shore Trolley vonalán teljesít szolgálatot, mivel a járat egyetlen villamosa 2010 óta nem használható. Az 514-est márciusban, az 513-ast pedig 2014. szeptember 8-án szállították át. Ezek a kocsik 2005 óta nem közlekedtek, csak az 511-est és 512-est használták.
2013. december 6-án felmerült, hogy a két, használatban lévő villamost eladják a St. Lous-i Delmar Loop Trolley nosztalgiajáratot tervező szervezetnek. 11-én a TriMet igazgatótanácsa hozzájárult a tranzakcióhoz; ekkor bejelentették, hogy a kocsik utoljára 15-én és 22-én fognak kigördülni. Az átszállítást 2014 közepére tűzték ki, majd 2014 áprilisában a weboldalon megjelentettek egy hírt, miszerint a kocsik átvitelére augusztusban kerülhet sor. Ekkor még két indulást hirdettek meg: május 25-ét és július 6-át. A megszüntetés után St. Louis városa szeptember 9-én kapta meg a járműveket.

## Járművek

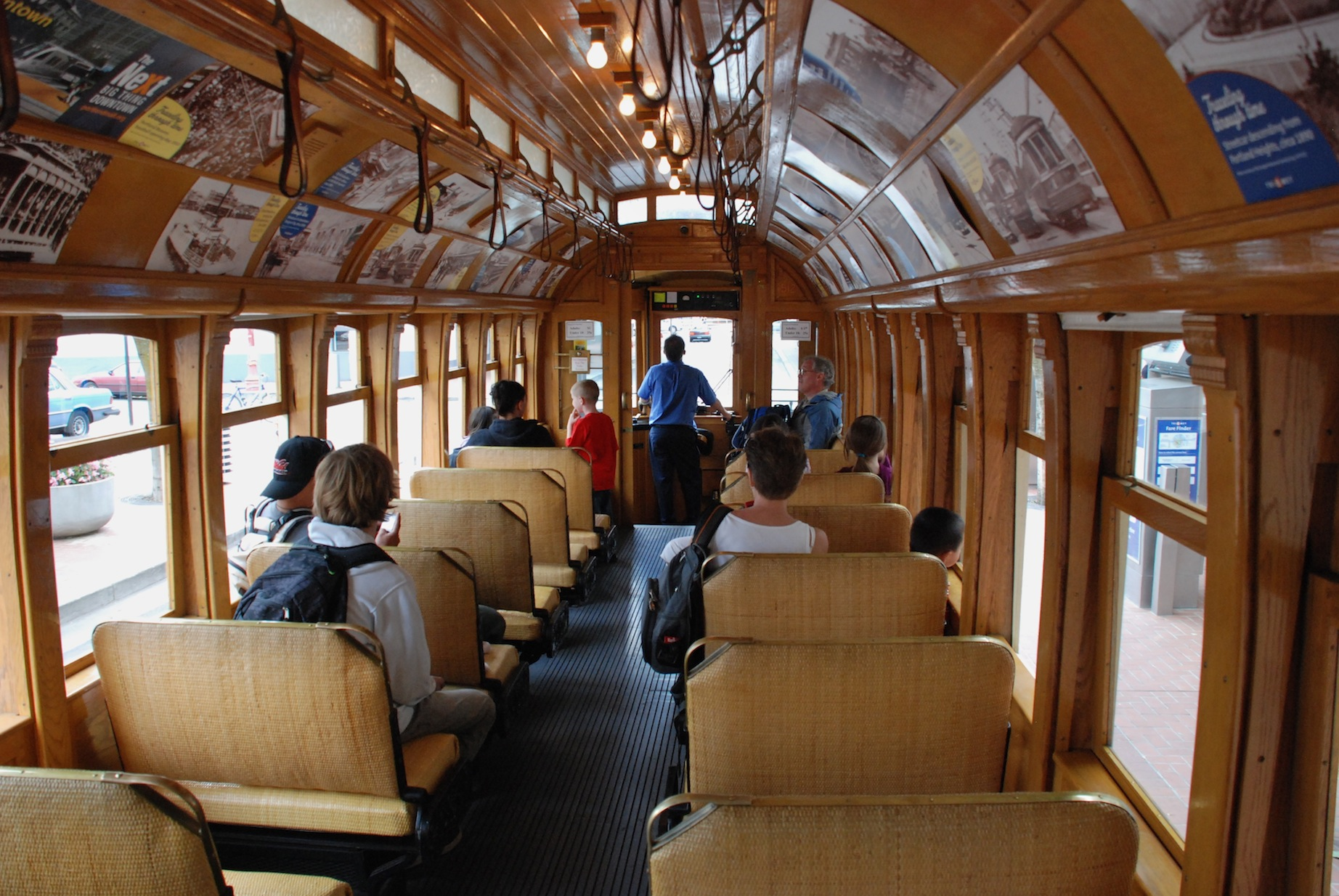
A kocsik beltere

A vonalon használt négy járművet az iowai Ida Grove településen székelő Gomaco Trolley Company gyártotta 1991-ben és 1992 elején. Ezek a J. G. Brill Company 1904-ben forgalomba állított Council Crest járműveinek lehető legpontosabb másai voltak. Az eredetileg a 201 és 210 közötti pályaszám-mezőben lévő járműveket 1905-ben az 501–510 csoportba számozták át, és ebben is maradtak 1950-ig, a villamosvonalak felszámolásáig. A járművek nem csak a Council Crest vonalán járhattak, viszont azon a vonalon csak ezek közlekedtek, így kapták a lakosságtól nem hivatalos nevüket. Az 503-as és 506-os az Oregoni Villamosvasút-történeti Társaság brooksi múzeumában van; a replikákat ezek alapján gyártották.
Mind a négy jármű megörökölte az eredeti kocsik piros-bézs színét, valamint azokhoz hasonlóan a replikajárművek is dönthető háttámlájú szövetülésekkel, erezett tölgyfaburkolatokkal és manuális ajtókkal rendelkeznek, pályaszámuk pedig az eredeti széria folytatásaként 511 és 514 közé esik. A villamosok végeire az eredeti járműveken is látható „See Portland from Council Crest” felirat került, amely a Council Crest Parkból nyíló kilátásra utal. Az eredeti villamosok kasztnija teljesen fából készült, viszont a másolatok váza a biztonság és időtállóság miatt fémből készült, és ezt burkolták le fával. Mivel a MAX pályáját használták, modern áramszedőket kaptak, amelyek átmenetet képeztek az eredeti járművek eszközei és a modern pantográfok között.

## Fordítás
- Ez a szócikk részben vagy egészben  a   Portland Vintage Trolley című angol Wikipédia-szócikk ezen változatának fordításán alapul.  Az eredeti cikk szerkesztőit annak laptörténete sorolja fel. Ez a jelzés csupán a megfogalmazás eredetét és a szerzői jogokat jelzi, nem szolgál a cikkben szereplő információk forrásmegjelöléseként.